# 维夫朗城堡

维夫朗城堡

46°31′29″N 6°28′35″E / 46.52472°N 6.47639°E
维夫朗城堡（法語：Château de Vufflens）是位于瑞士沃州维夫朗堡镇（Vufflens-le-Château）的一座城堡。
维夫朗城堡整体由砖建成，在中世纪末期的城堡中别具一格。目前为私人所有，不对游人开放。